# Cure (pel·lícula)
Cure (キュア, Kyua) (nom original: CURE) és una pel·lícula de suspens psicològic de 1997, dirigida per Kiyoshi Kurosawa i protagonitzada per Koji Yakusho, Masato Hagiwara, Tsuyoshi Ujiki i Ana Nakagawa.

## Argument
Yakusho interpreta a Kenichi Takabe, detectiu de la policia que investiga una sèrie d'assassinats estranys. Encara que cada víctima és assassinada de la mateixa manera, amb la marca d'una X gravada en el seu pit, l'autor sembla diferent cada vegada. En tots els casos atrapen a l'assassí prop de l'escena del crim, i encara que els homicides confessen sense oferir cap mena de resistència l'autoria de l'assassinat, no tenen cap motiu i sovint no poden explicar adequadament què és allò que els va empènyer a convertir-se en criminals.
Takabe eventualment troba a un home anomenat Mamiya. Mamiya sembla tenir una pèrdua extrema de la memòria a curt termini; es confon constantment sobre quin dia és, on està, i quin és el seu nom. Es descobreix que Mamiya és el nexe comú entre els assassinats, doncs cada persona amb la qual ell entra en contacte comet un assassinat poc temps després.
Takabe investiga a Mamiya i troba que va estudiar hipnosis i mesmerisme, però no pot entendre com Mamiya pot convèncer a persones estranyes perquè es converteixin en assassins. Encara que li costa treball creure-ho, Takabe descobreix que Mamiya no només no té cap problema de memòria, sinó que, a més, és un hipnotitzador expert, controlant les accions de la gent simplement exposant-la a sons repetitius o a la flama d'un encenedor.
Mamiya troba a Takabe fascinant, possiblement perquè Takabe sembla immune a les energies suggestives de Mamiya. Com més investiga Takabe a Mamiya, més sent que pot ser a punt de tornar-se boig. Quan Mamiya escapa, Takabe el segueix fins a una casa en un lloc despoblat i li dispara.
Al final de la pel·lícula, Takabe s'ha convertit en l'hipnotitzador principal i està continuant el treball de Mamiya.